# Queimadelos
Queimadelos o Santa María de Queimadelos es una parroquia constituida en Entidad Local Menor, por decisión de la mayoría de sus habitantes, adquiriendo su personalidad jurídica durante el Gobierno de la República española, el 21 de febrero de 1935, forma parte del ayuntamiento de Mondariz (Pontevedra). 
Según el padrón municipal de 2008, tenía entonces 111 habitantes (64 mujeres y 47 hombres), distribuidos en 2 entidades de población, lo que supone una disminución con respecto a años anteriores: en 2004 contaba con 118 habitantes; y en 1999, con 133.
Queimadelos perteneció a la jurisdicción de Sobroso, y después se integró en el ayuntamiento de Mondariz. Es una de las 9 entidades locales menores que existen en Galicia. Se constituyó como tal, aprobada en el Pleno del Concello o Ayuntamiento de Mondariz, el 21 de febrero de 1935, y gestiona, todos sus bienes propios comunales y vecinales, además de los montes de Peralta, Lagoa y Portela. legado ancestral y propio heredado de sus antepasados, cuyos bienes son inembargables
Hay en Queimadelos un merendero llamado Carballo da Armada en el que se hacen fiestas y meriendas. Hay también una biblioteca.

## Parroquia Singular reconocida por la administración estatal y autonómica, como Entidad básica de galicia
Queimadelos destaca por el nivel de servicios que dispone, poco habitual en el medio rural entre los destacan, además de una Agencia de Lectura con más de 4.000 ejemplares, un Aula de Informática dotada con conexión gratuita a internet y un moderno Centro Sociocultural, donde se realizan múltiples actividades. Entre sus particularidades también cabe resaltar la sensibilidad por el medio natural y por el patrimonio Histórico puesto de manifiesto en la recuperación y puesta en valor de "as Mámoas da Armada" situada en el entorno natural del Carballo da Armada.Actualmente se sigue recuperando un lagar rupestre y los petroglifos del monte Penalta así como el entorno de río Xabriña, situado en la Red Natura 2.000 de la Unión Europea, cruza la parroquia que a su vez es su límite natural con su vecina, la Entidad Local Menor de Vilasobroso.